# Тувинская государственная филармония имени В. М. Халилова
Тувинская государственная филармония им. В. М. Халилова (сокр. Тувгосфилармония им. В. М. Халилова) находится в городе Кызыле республики Тыва. Она названа в честь Народного артиста Российской Федерации, заслуженного деятеля искусств Республики Тыва, генерал-лейтенанта Валерия Михайловича Халилова.
Тувинская филармония пропагандирует классическую музыку, джаз, рок, а также проводит старейший в Сибири Международный фестиваль живой музыки и веры «Устуу-Хурээ», является одним из организаторов и участников фестиваля «Фанфары в Центре Азии» и творческой лаборатории имени Константина Тамдына.
Концерты проходят в здании филармонии и на других площадках города Кызыла и республики.

## История
Тувинская государственная филармония была создана 17 марта 1969 года в результате реорганизации Тувинского концертно-эстрадного бюро. Первый приказ по филармонии датирован 1 апреля 1969 года, этот день считается датой создания филармонии. Первым директором филармонии был назначен Р. О. Далай-оол, а первым художественным руководителем — народный артист СССР, композитор А. Б. Чыргал-оол.
В январе 2017 филармонии было присвоено имя дирижёра В. М. Халилова, художественного руководителя Академического ансамбля песни и пляски Российской армии имени А. В. Александрова, погибшего в авиакатастрофе 25 декабря 2016.

## Здание филармонии
Тувинская филармония построена в 1937 году. Здание было клубом имени Сталина, государственного деятеля ТНР Шагдыр-Суруна и просто назывался белой юртой, был клубом советских граждан. В здании Тувинской государственной филармонии, кроме своих коллективов, базируются Национальный ансамбль песни и танца «САЯНЫ» и Духовой оркестр Правительства Республики Тыва.
После землетрясения в Туве 27 декабря 2011 года здание филармонии было признано аварийным. Более двух лет шли восстановительные работы. Параллельно было принято решение о строительстве нового концертного зала филармонии. К зиме 2017—2018 года силами филармонии была утеплена крыша филармонии. На данный момент строительство нового здания Тувинской государственной филармонии им. В. Халилова одобрено на федеральном уровне.[значимость факта?]

## Коллективы

### Тувинский государственный симфонический оркестр имени Виктора Тока
Тувинский государственный симфонический оркестр имени Виктора Тока создан в 1966 году при комитете по радиовещанию и телевидению при Совете Mинистров Тувинской АССР. Первым дирижером был Леонид Иванович Карев, выпускник Уральской консерватории. В 1969 году пришел Виктор Салчакович Тока, выпускник Новосибирской консерватории. С 1998 года симфонический оркестр переведен в состав Тувинской государственной филармонии. Дирижерами симфонического оркестра за 50 лет были: Карев Леонид Иванович, Тока Виктор Салчакович, Нухов Борис Нургалиевич, Ахметзянов Ришат, Ондар Валерий Дыртый-оолович, Шананин Владимир Александрович, Биче-оол Азиана Анатольевна, Дартан-оол Эрес Маскыр-оолович, Салчак Алексей Борисович.
На данный момент дирижером симфонического оркестра им. В. Токи является — Салчак Саян Калбак-оолович, выпускник ВСГАКиИ.[значимость факта?]